# (7152) Euneus
(7152) Euneus (1973 SH1) – planetoida z grupy trojańczyków okrążająca Słońce w ciągu 11,74 lat w średniej odległości 5,16 j.a. Odkryta 19 września 1973 roku.